# Vắc-xin phế cầu khuẩn
Vắc-xin phế cầu khuẩn là vắc-xin chống vi khuẩn Streptococcus pneumoniae. Việc sử dụng chúng có thể ngăn ngừa một số trường hợp viêm phổi, viêm màng não và nhiễm trùng huyết. Có hai loại vắc-xin phế cầu khuẩn: vắc-xin liên hợp và vắc-xin polysacarit. Chúng được tiêm bằng cách tiêm cơ bắp hoặc ngay dưới da.
Tổ chức Y tế Thế giới khuyến nghị sử dụng vắc-xin liên hợp trong tiêm chủng thông thường cho trẻ em. Điều này bao gồm cả những người nhiễm HIV/AIDS. Ba hoặc bốn liều khuyến cáo có hiệu quả từ 71 đến 93% trong việc ngăn ngừa bệnh phế cầu khuẩn nặng. Vắc-xin polysacarit, trong khi hiệu quả ở người lớn khỏe mạnh, không hiệu quả ở trẻ em dưới hai tuổi hoặc những người có chức năng miễn dịch kém.
Những vắc-xin này nói chung là an toàn. Với vắc-xin liên hợp, khoảng 10% trẻ sơ sinh bị đỏ ở chỗ tiêm, sốt hoặc thay đổi giấc ngủ. Dị ứng nặng khi tiêm văcxin này là rất hiếm.
Vắc-xin phế cầu khuẩn đầu tiên được phát triển vào những năm 1980. Chúng nằm trong Danh sách các loại thuốc thiết yếu của Tổ chức Y tế Thế giới, những loại thuốc hiệu quả và an toàn nhất cần có trong hệ thống y tế. Chi phí bán buôn ở các nước đang phát triển là khoảng 17 US$ mỗi liều vào năm 2014. Ở Hoa Kỳ, giá của văcxin này nằm trong khoảng từ 25 đến 100 đô la Mỹ.